# Music from Before the Storm
Music from Before the Storm — саундтрек к эпизодической компьютерной игре Life is Strange: Before the Storm, исполненный инди-фолк группой «Daughter». Саундтрек вышел первого сентября 2017 года на лейбле Glassnote Records.

## Запись
Группа «Daughter», которая исполняла саундтрек, работала над альбомом первую половину 2017 года. Для них это был первый опыт написания музыки для компьютерной игры. Елена Тонра, вокалистка группы, на интервью для журнала Billboard говорит, что группа себя чувствовала неквалифицированной и училась по ходу дела. Певица группы Елена Тонра и гитарист Игорь Хаефели вместе работали в арендованной студии, а барабанщик Реми Агуилелла записывал свои партии на своей домашней студии в Портленде. Некоторые песни Елена писала от лица главного персонажа игры — Хлои Прайс, но в процессе замечала, что превращает песни в свои подростковые переживания.

## Выпуск и продвижение
Единственным синглом стал «Burn It Down», вышедший 8 августа 2017 года, для того, чтобы анонсировать саундтрек «Daughter» в игре. 19 апреля вышла Live-версия на трек «All I Wanted», которая была записана в Asylum Chapel.

### Варианты изданий
6 марта 2018 года, вместе с дополнительным эпизодом для игры «Farewell» вышло ограниченное издание игры, в котором содержался саундтрек на компакт-диске, в этот же день альбом вышел в издании на виниловой пластинке. В отличие от цифровой версии, на компакт-диске и виниловом издании были дополнительные треки, такие как «I Don’t» от Koda, «Black Files» Бена Ховарда, «Through the Cellar Door» группы «Lanterns on the Lake», «No Below», исполненный группой «Speedy Ortiz», «Taking You There (Live Acoustic Mix)» от музыкального коллектива «Broods», «Bros» рок-группы «Wolf Alice», «Don’t Mess With Me» певицы Броди Даль и «Are You Ready For Me?» группы «Pretty Vicious», также вошли ранее вышедшие треки группы «Daughter», такие как «No Care» и «Youth».

## Список композиций
| №                   | Название                    | Длительность |
| ------------------- | --------------------------- | ------------ |
| 1.                  | «Glass»                     | 4:15         |
| 2.                  | «Burn It Down»              | 3:11         |
| 3.                  | «Flaws»                     | 2:53         |
| 4.                  | «Hope»                      | 4:22         |
| 5.                  | «The Right Way Around»      | 2:40         |
| 6.                  | «Witches»                   | 3:06         |
| 7.                  | «Departure»                 | 4:15         |
| 8.                  | «All I Wanted»              | 3:21         |
| 9.                  | «I Can`t Live Here Anymore» | 5:38         |
| 10.                 | «Dreams Of William»         | 4:19         |
| 11.                 | «Improve»                   | 2:02         |
| 12.                 | «Voices»                    | 2:09         |
| 13.                 | «A Hole in the Earth»       | 4:41         |
| Общая длительность: | Общая длительность:         | 46:52        |

| №                   | Название                                | Исполнитель          | Длительность |
| ------------------- | --------------------------------------- | -------------------- | ------------ |
| 1.                  | «Flaws»                                 |                      | 2:53         |
| 2.                  | «I Don't»                               | Koda                 | 2:52         |
| 3.                  | «Glass»                                 |                      | 4:15         |
| 4.                  | «Black Files»                           | Бен Ховард           | 6:22         |
| 5.                  | «Youth»                                 |                      | 4:11         |
| 6.                  | «Through the Cellar Door»               | Lanterns On The Lake | 2:57         |
| 7.                  | «All I Wanted»                          |                      | 3:21         |
| 8.                  | «No Below»                              | Speedy Otiz          | 3:45         |
| 9.                  | «A Hole In The Earth»                   |                      | 4:41         |
| 10.                 | «Talking You There (Live Acoustic Mix)» | Broods               | 3:48         |
| 11.                 | «Burn It Down»                          |                      | 3:11         |
| 12.                 | «Bros»                                  | Wolf Alice           | 3:44         |
| 13.                 | «No Care»                               |                      | 2:53         |
| 14.                 | «Don't Mess With Me»                    | Броди Даль           | 3:39         |
| 15.                 | «Are You Ready For Me»                  | Pretty Vicious       | 3:36         |
| Общая длительность: | Общая длительность:                     | Общая длительность:  | 56:03        |

1. ↑  Все композиции исполнены «Daughter», кроме отмеченных.

## Чарты
| Чарты (2017)                    | Высшая позиция |
| ------------------------------- | -------------- |
| Швейцария (Schweizer Hitparade) | 86             |
| Нидерланды (Dutch Charts)       | 195            |